# Johann Georg Josef Schwaller
Johann Georg Josef Schwaller (* 16. Oktober 1672, abweichendes Geburtsdatum November 1671, in Solothurn/Schweiz; † 1738 ebenda) war Stadtphysicus in Basel und Mitglied der Gelehrtenakademie Leopoldina.
Johann Georg Josef Schwaller war der Sohn des Altrats Urs Jakob Schwaller und der Anna Katharina Bass. Für Johann Georg Josef Schwaller sind als Wirkungsorte Montpellier und Leiden belegt. Er war Stadtphysicus in Solothurn und später in Basel. Er war der Verfasser medizinischer Abhandlungen und wurde im Jahr 1689 Grossrat. 1708 wurde er Seckelschreiber und 1718 schliesslich Vogt zu Gösgen. 1724 wurde er Stadtschreiber und Geheimer Rat.
Schwaller war verheiratet mit Marie Theresia geb. S. von Ammannsegg. Das Ehepaar hatte acht Kinder, von denen eines allerdings noch im ersten Lebensjahr verstarb.
Am 5. April 1695 wurde Johann Georg Josef Schwaller mit dem Beinamen ALEXIO als Mitglied (Matrikel-Nr. 212) in die Leopoldina aufgenommen.